# Pseudomyrmex haytianus
Pseudomyrmex haytianus är en myrart som först beskrevs av Auguste-Henri Forel 1901.  Pseudomyrmex haytianus ingår i släktet Pseudomyrmex och familjen myror. Inga underarter finns listade i Catalogue of Life.